# AffaldsCentret i Aarhus
AffaldsCentret i Aarhus er et affaldscenter ved Randersvej lidt nord for Aarhusforstaden Lisbjerg. Centret rummer genbrugsstation, administration, forbrændingsanlæg, kraftvarmeværk, vejerbod, affaldscenter for farligt affald, affaldscenter for bygge- og haveaffald, samt flere mindre affaldsbehandlingsanlæg.
AffaldsCentret i Aarhus har til huse på adressen Ølstedvej 20-36, 8200 Aarhus N og hører under AffaldVarme Aarhus, som hører under Aarhus Kommunes magistratsafdeling Teknik og Miljø.
Aarhus vedtog i 2020 planer for 8 mia kr om at integrere byens energiforhold.

## Lisbjerg Forbrændingen
Forbrændingsanlægget med tilknyttet kraftvarmeværk, blev opført i 1976-78, men er siden udvidet og ombygget flere gange. Anlægget kendes bl.a. som Lisbjerg Forbrændingen og er (i alle etaper) tegnet af det danske arkitektfirma Friis og Moltke. Under den seneste udvidelse i 2004-7, blev den gamle bygning omsluttet af en skal af beton, stål og glas, som bevirker af bygningen skifter udseende afhængig af vejrliget. Skorstenen kan ses langvejs fra, da affaldscentret ligger placeret på et højdedrag i landskabet. Lisbjerg Forbrændingen kan for øjeblikket forbrænde 16 ton affald i timen og producerer elektricitet og varme til Aarhusområdet.